# Editorial Goyanarte
Editorial Goyanarte fue una editorial argentina dirigida inicialmente por el escritor y viajero Juan Goyanarte que estuvo activa entre los años 1956 y fines de la década de 1970. En esta se publicaron  gran cantidad de libros de autores jóvenes y reconocidos, tanto de Argentina como del resto del mundo.

## Historia
La alma mater de la editorial fue Juan Goyanarte, quien formó parte de la editorial y revista Sur de Victoria Ocampo. Sin embargo, hacia mediados de la década de 1950, probablemente por diferencias con la directora de la revista, se retiró y en 1956 decidió crear su propia editorial, a la que llamó "Editorial Goyanarte". Aprovechando los intensos vínculos que tenía con buena parte de los más renombrados escritores argentinos de la época, como Ezequiel Martínez Estrada, Horacio Quiroga, Leopoldo Lugones y Enrique Amorim, logró darle impulso a la editorial y publicar gran cantidad de libros.
Juan Goyanarte fue su director hasta el año 1963, cuando decidió retirarse. Durante los siete años que trabajo como tal, publicó un total de 122 libros. Al retirarse, Juan Goyanarte, irse a vivir a su campo en la pequeña localidad de Goyena (sur de la provincia de Buenos Aires), donde continuaría con su actividad como ganadero, falleciendo cuatro años más tarde, el 20 de enero de 1967.
Cuando se retiró Juan Goyanarte, transfirió su capital de la Editorial a los hermanos José Alfredo Seijas y Rodolfo Alberto Seijas, y al escritor Víctor Saiz, quienes continuaron con la misma hasta su desaparición a fines de la década de 1970. Durante este etapa, la editorial perdió el renombre que había ganado durante los años de Juan Goyanarte como director.
Desde sus inicios tuvo dos aspectos. Por un lado, editar la revista cultural Ficción, caracterizado como un "libro-revista bimestral", en la cual participaron destacados autores argentinos e internacionales, como Jorge Luis Borges, Juan Carlos Onetti, David Viñas, o Clarice Lispector. Por otro lado, un catálogo editorial en el que se publicaban en español libros de autores latinoamericanos y del resto del mundo, como Miguel Ángel Asturias, William Faulkner, Cesare Pavese, Truman Capote o Guy de Cars.
El catálogo estaba orientado a la actualidad o al regionalismo; y se clasificaba en cinco ejes temáticos: "El hombre en la ficción", "La mujer en la ficción", "El mundo al día", "El mundo al día en otros países" y "Latinoamérica". Con esto buscaba orientar y acercar al público de habla hispana la literatura contemporánea. Dentro de estas, se presentaban listas recomendadas de lectura, empleando un intencionalidad pedagógica en los lectores. En general, desde la editorial se destacaba por prestar especial interés a  la realidad contemporánea internacional, las nuevas tendencias literarias y dar a conocer la situación política y social en distintos lugares del mundo.